# 永仁の徳政令
永仁の徳政令（えいにんのとくせいれい）は、永仁5年3月6日（1297年3月30日）に鎌倉幕府の9代執権・北条貞時が発令した、日本で最初とされる徳政令。関東御徳政、関東御事書法とも呼ばれる。

## 概要
正確な条文は不明だが、東寺に伝わる古文書（『東寺百合文書』）によって3か条が知られる。
内容は以下の通りである。
（1）越訴（裁判で敗訴した者の再審請求）の停止。
 （2-a）御家人所領の売買及び質入れの禁止。
 （2-b）既に売却・質流れした所領は元の領主が領有せよ。ただし、幕府が正式に譲渡・売却を認めた土地や、買主が御家人の場合で領有後20年を経過した土地は、返却せずにそのまま領有を続けよ。
 （2-c）非御家人（幕府と御家人関係を結んでいない侍身分の者）・凡下（武士以外の庶民・農民や商工業者）が買主の場合は、年限に関係なく（20年を経過していても）、元の領主が領有せよ。
 （3）債権・債務の争いに関する訴訟は受理しない。
永仁の徳政令以前にも類似した政策は行われており、弘安7年（1284年）3月に幕府は越訴に関する訴訟を不受理とする法令を発令している。
永仁の徳政令は、元寇での戦役や異国警護の負担から没落した無足御家人の借入地や沽却地を無償で取り戻すことが目的と理解されてきたが、現在ではむしろ御家人所領の質入れ、売買の禁止、つまり3ヶ条の（2-a）所領処分権の抑圧が主であり、（2-b）はその前提として失った所領を回復させておくといった二次的な措置であり、それによる幕府の基盤御家人体制の維持に力点があったと理解されている。これは、御家人の所領の分散を阻止するために、惣領による悔返権の強化や他人和与の禁止を進めてきた鎌倉幕府の土地政策の延長上にあるといえる。
また、この法令を楯に所領を取り戻したのは御家人に止まらなかった。東寺に伝わる古文書自体が、東寺領山城国下久世荘（京都市南区）の百姓がこれに基づき、自身の売却地を取り戻したことに関する文書である。
永仁6年（1298年）2月、（1）と（2-a）が廃止されたが、（2-b）は再確認されており、それに基づく所領の取り戻しはこれ以降にも多く見られる。つまり、付随的であったはずのものが一人歩きを始める。
貞時の政策は、幕府の基盤である御家人体制の崩壊を強制的に堰き止めようとするものであった。だが、御家人の凋落は、元寇時の負担だけではなく、惣領制＝分割相続制による中小御家人の零細化、そして貨幣経済の進展に翻弄された結果であり、そうした大きな流れを止めることは出来なかった。